# Glenside (Saskatchewan)
Glenside es un pueblo canadiense situado en la provincia de Saskatchewan.

## Superficie
Glenside tiene una superficie de 0,78 km².

## Demografía
En 2021, tenía 73 habitantes, una densidad poblacional de 94,1 hab./km², y 28 viviendas.